# Bolango jezik
Bolango jezik (ISO 639-3: bld; bulanga, bulanga-uki, diu), austronezijski jezik kojim govori 18 500 ljudi (2004 SIL) u indonezijskim provincijama Sjeverni Celebes (Sulawesi Utara) i Gorontalo. 
Posatoje dva dijalekta bolango s 5 000 govornika i atinggola s 15 000. Jedan je od sedam jezika gorontalske podskupine. 

## Vanjske poveznice
- Ethnologue (14th)
- Ethnologue (15th)